# Cornea (Caraș-Severin)
Cornea è un comune della Romania di 2019 abitanti, ubicato nel distretto di Caraș-Severin, nella regione storica del Banato.
Il comune è formato dall'unione di 4 villaggi: Cornea, Crușovăț, Cuptoare, Macoviște.